# Les Pintades passent à la casserole
Les Pintades passent à la casserole est un ethno-guide culinaire écrit par deux journalistes françaises, Layla Demay et Laure Watrin.

## Résumé
Les Pintades passent à la casserole est un recueil de chroniques journalistiques et de bonnes adresses culinaires à Paris et à New York. Les chroniques explorent les modes de vie gastronomiques des Parisiens et des New Yorkais. Il recense environ 300 adresses d'établissements ainsi qu'une sélection d'une quarantaine de recettes.

## Chapitres
- Amuse-gueule[1]
- Mieux vaut manger des épinards bio que les pissenlits par la racine[1]
- Courses d'obstacles[1]
- D'amour et pintade fraîche[1]
- Mamelles et gamelles[1]
- Emulsion sociale[1]
- Chefs superstars[1]
- Street food[1]
- Un penchant pour la boisson[1]
- Occupez-vous de vos oignons et de vos champignons[1]
- Un café,l'addition[1]
- Merci[1]
- Pintades des chefs[1]
- Autres recettes[1]

## Ce titre dans d'autres formats et éditions
- 1 titre publié aux éditions Calmann-Lévy :
  - Layla Demay et Laure Watrin (ill. Margaux Motin), Les Pintades passent à la casserole : Paris & New York en cuisine, Paris, Calmann-Lévy, coll. « Documents, Actualités, Société / Pintades », 6 octobre 2010, 1re éd., 416 p., 14 cm × 22,6 cm × 2,6 cm, couverture couleur, broché (ISBN 978-2-7021-4143-4 et 2-7021-4143-9, présentation en ligne)